# Île-Tudy
Île-Tudy (en bretó Enez-Tudi) és un municipi insular francès, situat a la regió de Bretanya, al departament de Finisterre. L'any 2006 tenia 679 habitants.

## Demografia
| 1962                                       | 1968 | 1975 | 1982 | 1990 | 1999 |  |
| ------------------------------------------ | ---- | ---- | ---- | ---- | ---- |  |
| 701                                        | 634  | 541  | 562  | 518  | 611  |  |
| Des de 1962: població sense dobles comptes |      |      |      |      |      |  |

## Administració
| Període | Identitat       | Partit |
| ------- | --------------- | ------ |
| 2001-   | Daniel Gloaguen |        |